# Umeå Energi
Az Umeå Energi nevű vállalat a svédországi Umeå város energiaellátását végzi. Villamos energiát, távhőt és hűtési energiát szolgáltat, valamint az UmeNet nevű leányvállalatán keresztül széles sávú szolgáltatást nyújt.

## Története
A vállalat elődjét 1887-ben alapították, állítólag egy londoni mérnök és a svéd polgármester közötti esküvői beszélgetés eredményeképpen.
A cég kijelentette, hogy tervezi a "szén-dioxid-mentesség" elérését 2018-ig új energia-termelési eljárások bevezetésével, beleértve még több megújuló energiaforrás használatát.

## Működése
Az Umeå Energi egyik fűtőműve Ålidhemben működik. Az itt termelt hőenergiát különféle forrásokból állítják elő, beleértve kommunális és ipari hulladékot, valamint biomasszát. A termelt hővel turbinákat hajtanak meg.
A vállalat a Dåvamyrans ipari hulladéklerakónál két kogenerációs erőművet is üzemeltet, amelyek a hulladékból és biomasszából termelnek energiát.  A Dåva 1 erőmű fő fűtőanyaga a hulladék, amiből óránként 20 tonnát éget el, és ezzel 65 megawatt hőenergiát állít elő. Ennek nagy részével távfűtést valósítanak meg, csupán 10 MW-ot használnak villamosenergia-termelésre. Az erőmű a fakitermelésből származó hulladékot is hasznosítja. A légszennyezést alacsony szinten tartják a füstgázok szűrőrendszerei. A 2010-ben üzembe helyezett Dåva 2 erőműben 105 MW energiát termelnek a régi üzemhez hasonló fűtőanyag-keverék és tőzeg felhasználásával. Ebből 30 MW-ot használnak elektromos áram előállítására.
A fenti két erőmű mellett a cég vízerőművet és szélfarmot is működtet és szennyvíz felhasználásával is termel energiát.

## Fényterápiás kezdeményezés
Mivel Umeåban hónapokon keresztül 9 órakor van napkelte és 14 órakor napnyugta, a városra sötét borul a nap nagy részében. A probléma megoldása érdekében az Umeå Energi 2012-ben 30 buszmegállóban lámpákat szerelt fel fényterápiás céllal, hogy csökkentse a téli depresszió hatásait. A vállalat sajtónyilatkozatban arról tájékoztatott, hogy a lámpák biztonságosak, az ultraibolya sugárzást kiszűrték, és a fényt megújuló energiaforrásból állítják elő.

## Fordítás
- Ez a szócikk részben vagy egészben  az   Umeå Energi című angol Wikipédia-szócikk ezen változatának fordításán alapul.  Az eredeti cikk szerkesztőit annak laptörténete sorolja fel. Ez a jelzés csupán a megfogalmazás eredetét és a szerzői jogokat jelzi, nem szolgál a cikkben szereplő információk forrásmegjelöléseként.
- Ez a szócikk részben vagy egészben  az   Umeå Energi című svéd Wikipédia-szócikk ezen változatának fordításán alapul.  Az eredeti cikk szerkesztőit annak laptörténete sorolja fel. Ez a jelzés csupán a megfogalmazás eredetét és a szerzői jogokat jelzi, nem szolgál a cikkben szereplő információk forrásmegjelöléseként.
- Ez a szócikk részben vagy egészben  a   Dåva kraftvärmeverk című svéd Wikipédia-szócikk ezen változatának fordításán alapul.  Az eredeti cikk szerkesztőit annak laptörténete sorolja fel. Ez a jelzés csupán a megfogalmazás eredetét és a szerzői jogokat jelzi, nem szolgál a cikkben szereplő információk forrásmegjelöléseként.